# 軍事司法
军事司法是规范一国武装部队现役人员行为的法律体系。其中包括軍事法律机构和軍事司法程序。在一些国家，民法和军法是不同的法律体系，它們分别規範公民的行为和軍队的行为；每个法律体系都根據具体的司法程序来执行法律。军事司法系统特有的法律问题包括：軍隊的指挥责任、命令的合法性、战时行為準則的遵守等。